# 橋北地区
橋北地区（きょうほくちく）は、三重県四日市市の地区の一つ。四日市市役所橋北地区市民センターの管轄区域である。

## 概要
市制施行当時の四日市市の一部にあたる。かつての国鉄時代の昭和期に東橋北小学校付近に午起駅が存在していた。海蔵川と三滝川に挟まれた砂地で海蔵地区と並び萬古焼工場が多い。
- 白浜で青松があった牛起地区沿岸は海水浴であったが、埋め立てられて、四日市市営住宅と分譲住宅が（東橋北地区）に建設された。

第2四日市コンビナートと中部電力四日市火力発電所が立地。
- 自治会の対立で東西に分かれていて、東橋北小学校区（市内で児童数最小）と西橋北小学校区があった。

### 地名について
牛起地区の埋め立て事業は、1957年（昭和32年）に田中覚三重県知事によって計画と立案がされて、四日市市長の吉田千九郎・中部電力の井上五郎・中山善郎の下の名前の文字に郎が付く3人の男が協力したのが理由で、田中知事が埋め立て地に「三郎町」というユニーク（洒落ている）地名を命名した。

## 地理

### 面積
面積は2.62 km2。

### 地形

#### 河川
主な川
- 海蔵川
- 三滝川

## 歴史

### 沿革
- 三重郡浜一色村から→1889年（明治22年）に三重郡四日市町の一部となる
- 1897年（明治30年）に四日市市制が施行されて橋北地区となる。
- 2013年（平成25年）4月1日に西橋北小学校と東橋北小学校が統合されて橋北地区内が学区の四日市市立橋北小学校が創立された。